# Strážovice (okres Benešov)
Strážovice (Duits: Straschowitz of Straschowitz bei Kretschowitz) is een Tsjechische plaats in de gemeente Křečovice, regio Midden-Bohemen, en maakt deel uit van het district Benešov. Het dorp ligt op ongeveer 2 kilometer afstand van Křečovice.
Strážovice telt 43 inwoners (2021).

## Geografie
De Vlkonickýbeek stroom door het dorp. Aan de beek liggen drie vijvers: de Strážovickývijver en de vijvers bij de Blechův- en Kramperův-molens.

## Geschiedenis
De eerste schriftelijke vermelding van het dorp dateert van 1383.
Tijdens de Tweede Wereldoorlog was het dorp onderdeel van het militaire oefenterrein van de Waffen-SS Benešov. Op 31 december 1943 moesten de inwoners daarom noodgedwongen hun huizen verlaten.
In 1960 werd Strážovice, samen met Křečovice, ingedeeld bij het district Benešov.

## Verkeer en vervoer

### Autowegen
Er leidt een regionale weg naar het dorp.

### Spoorlijnen
Er is geen station in Strážovice. Het dichtstbijzijnde station is in Štětkovice, op zo'n acht kilometer afstand. Dat station ligt aan de spoorlijn van Benešov naar Vlašim.

### Buslijnen
Er is één bushalte in het dorp:
| Halte                 | Lijn    | Traject                                 | Vervoerder   |
| --------------------- | ------- | --------------------------------------- | ------------ |
| Křečovice, Strážovice | 756 759 | Křečovice - Neveklov Benešov - Neveklov | CŠAD Benešov |

### Wandelroutes
Door het dorp loopt de rood gemarkeerde wandelroute, die Strážovice met Neveklov en Sedlčany verbindt.

## Bezienswaardigheden
- Kapel op het dorpsplein;
- Twee niskapellen bij de Strážovickývijver.

## Galerij

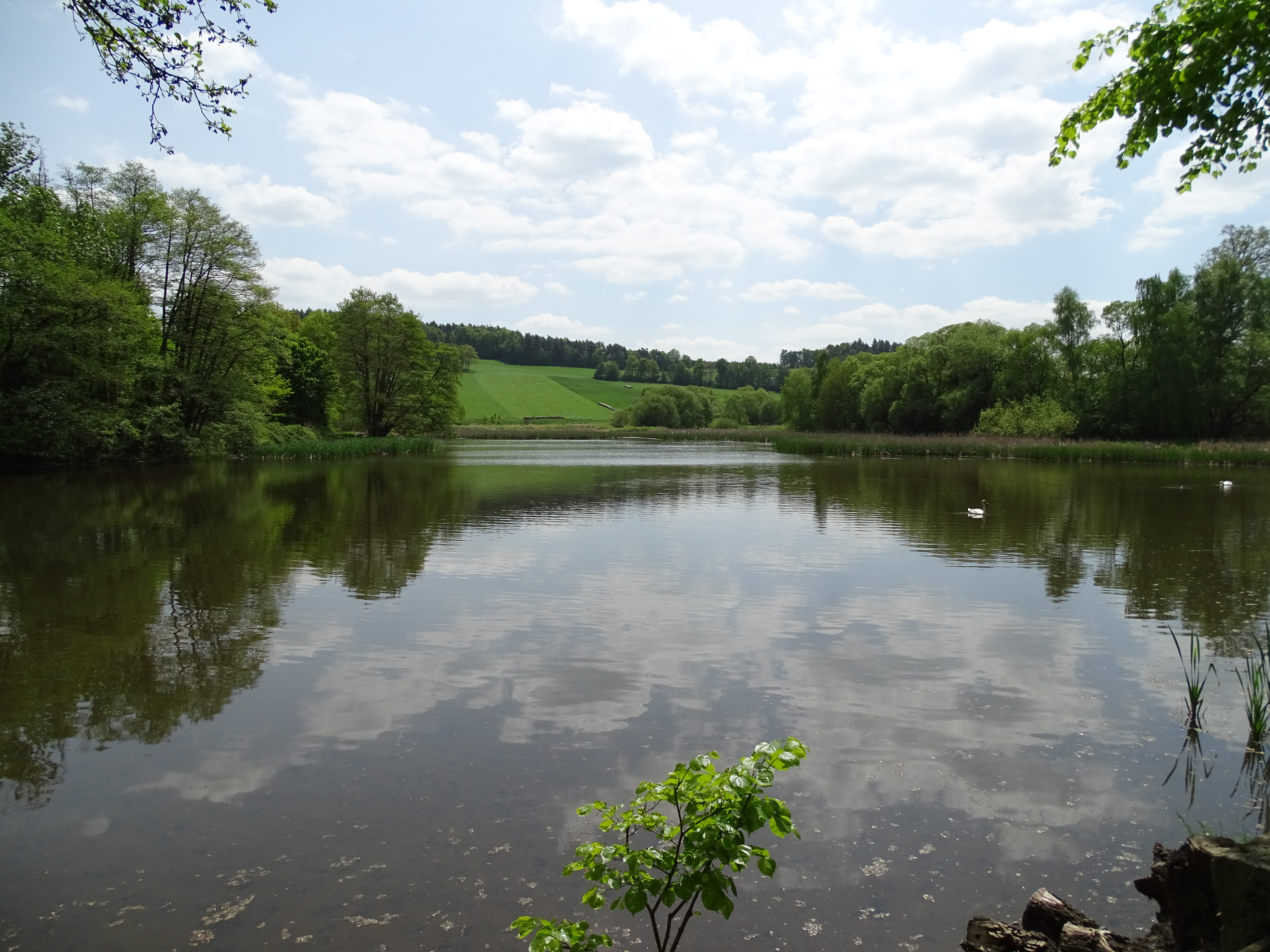
Strážovickývijver (2015)
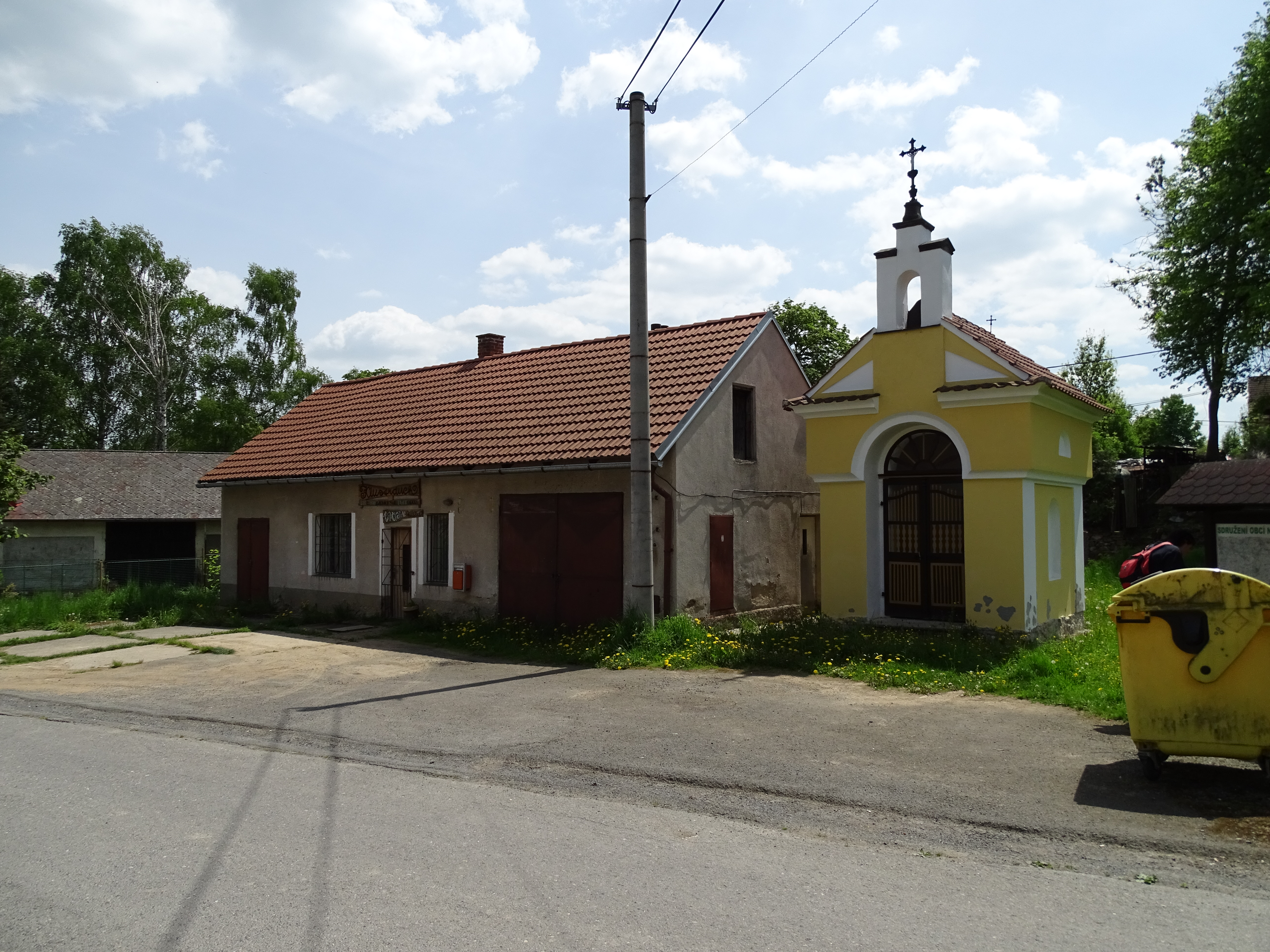
Dorpskapel (2015)
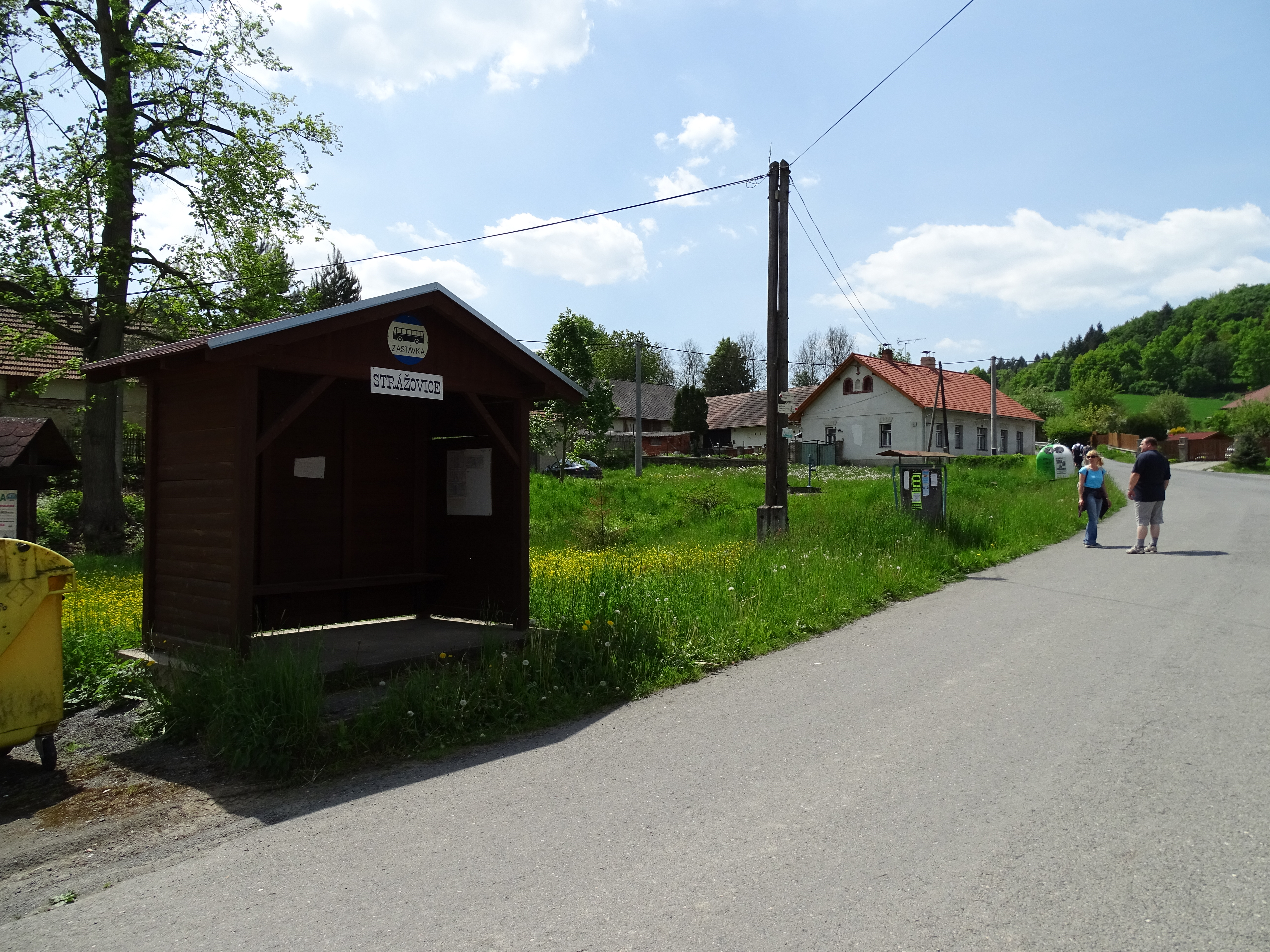
Bushalte in het dorp (2015)
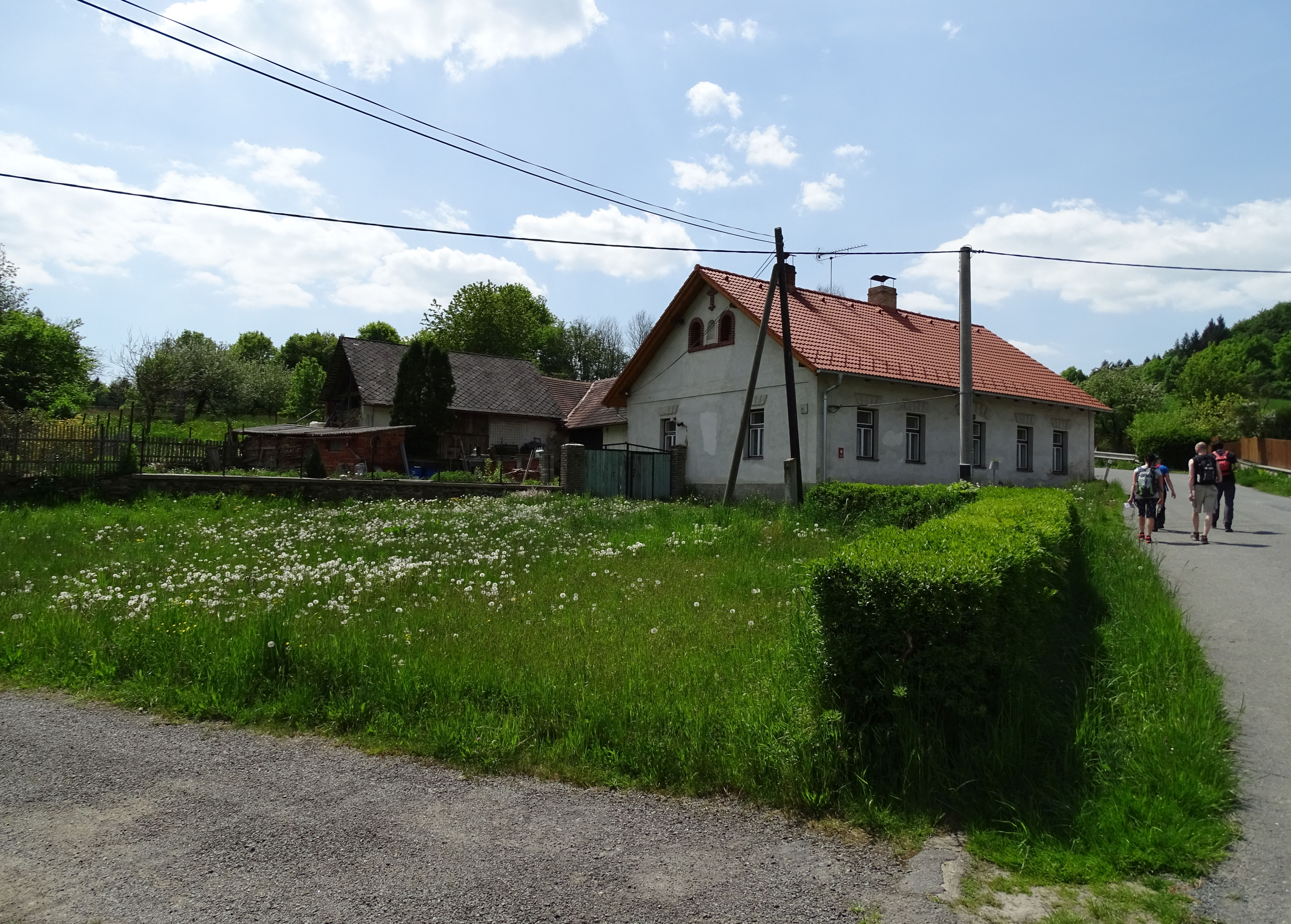
Huis in het dorp (2015)
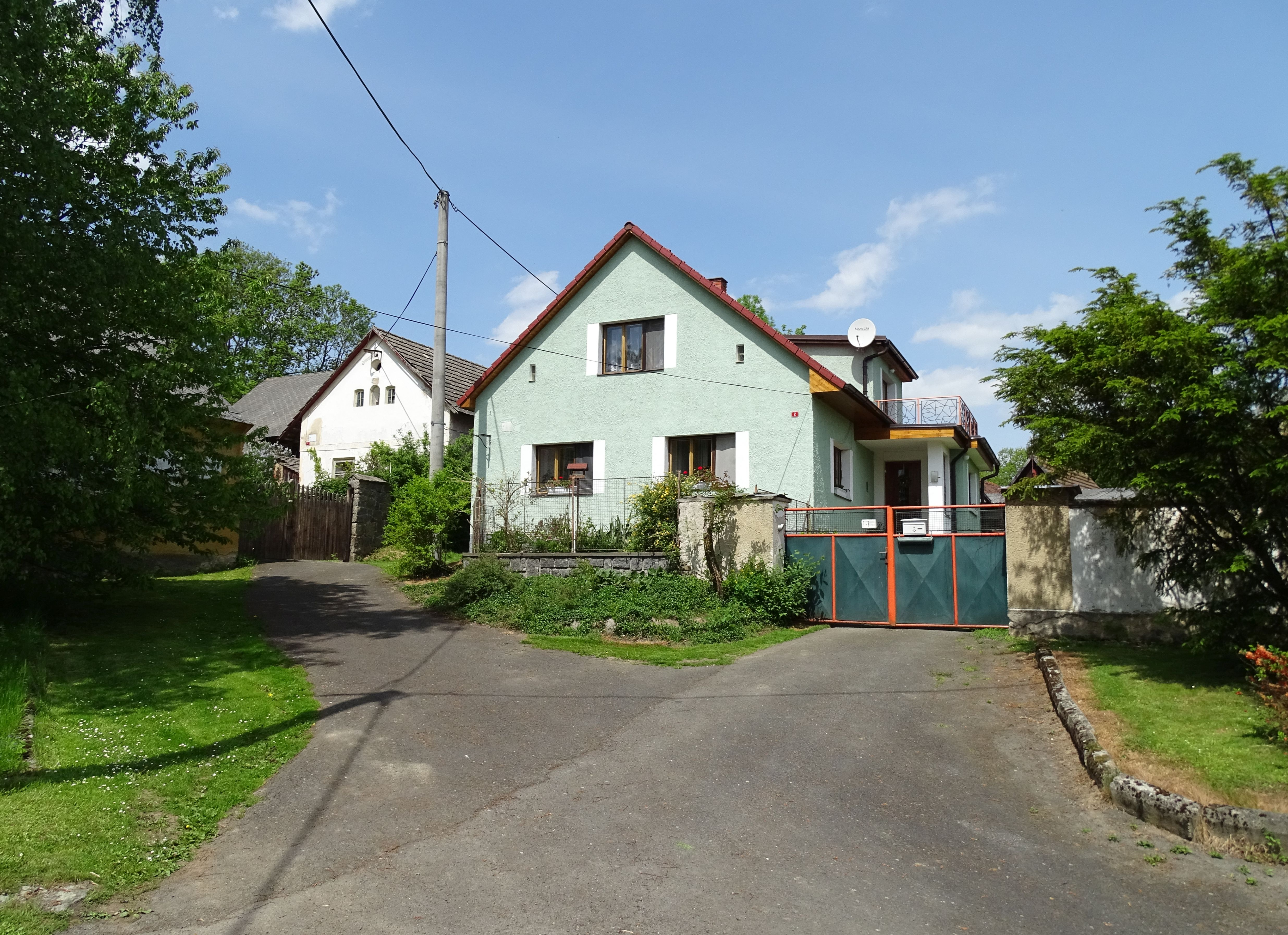
Huizen in het dorp (2015)
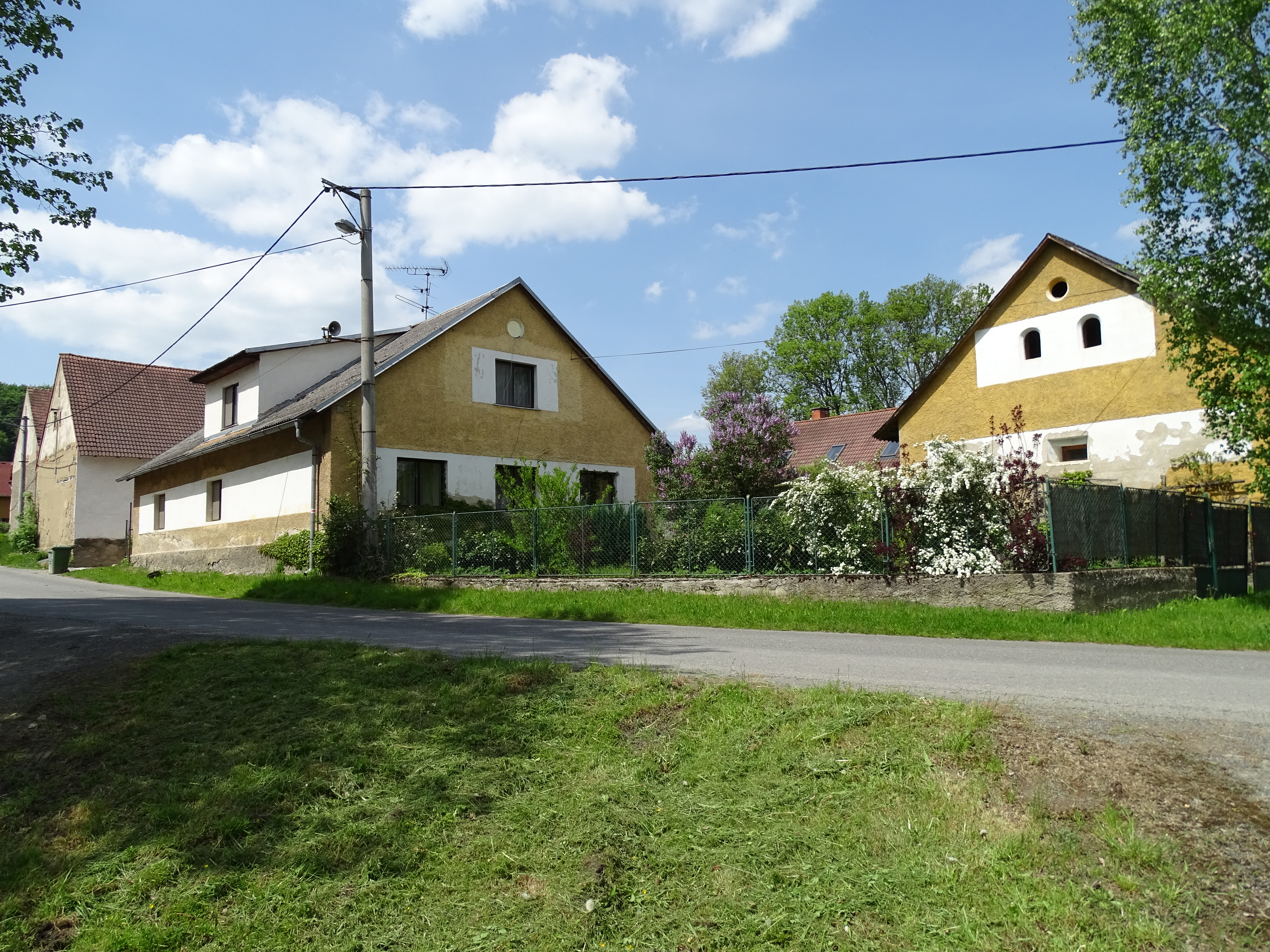
Straat in het dorp (2015)